# Grabovica (Sjenica)
Grabovica (Servisch cyrillisch Грабовица) is een plaats in de Servische gemeente Sjenica. De plaats telt 44 inwoners (2002).